# Renault 17
Der Renault 17 – kurz R17 – war ein dreitüriges Kombicoupé, das Renault im Juli 1971 einführte. Das Fahrzeug mit Frontantrieb basierte auf dem Renault 12 und ersetzte die Renault Caravelle, nachdem es drei Jahre lang kein Coupé von Renault gegeben hatte. Die Motoren des R17 stammten aus dem Renault 16.
Gleichzeitig mit dem R17 kam das Schwestermodell Renault 15 auf den Markt. Es unterschied sich durch die einfachen Frontscheinwerfer des R12, eine einfachere Seitenlinie und durch einen kleinen 1300-cm³-Motor mit 44 kW (60 PS), als R15 TL. Im R15 TS arbeitete der gleiche Motor wie im R17 TL mit 1565 cm³ und 66 kW (90 PS). Der R15 war ausschließlich als geschlossenes Coupé lieferbar, also nicht mit Faltdach. Auch war die hintere Seitenscheibe nicht geteilt, aber ausstellbar. Der R17 hatte zwei hintere Seitenscheiben: Die vordere war versenkbar, die hintere hinter einem Lamellengitter verborgen und nach innen zu klappen.

## Geschichte
Hergestellt wurde der R17 im Werk der Société des Usines Chausson in Maubeuge. Die Endmontage und Lackierung erfolgten für die erste Reihe 1971–1975 im Renault-Werk Sandouville.

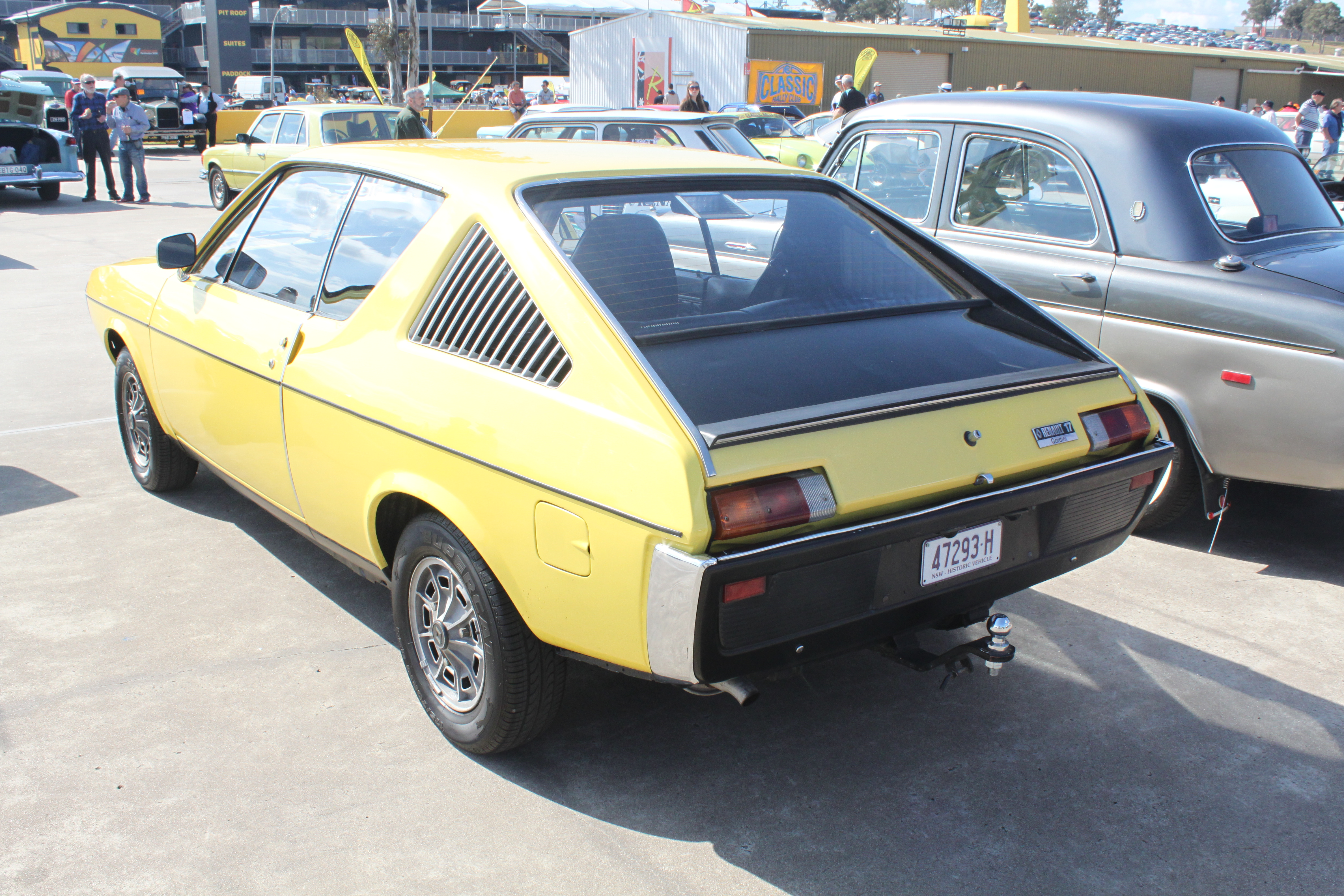
Renault 17 Gordini (1976)

Der Renault 17 TL hatte einen Vierzylinder-Reihenmotor mit 1565 cm³ Hubraum und 66 kW (90 PS), der das Fahrzeug bis auf 170 km/h beschleunigte. Die Vorderräder waren einzeln an doppelten Querlenkern mit Schraubenfedern aufgehängt und mit hydraulischen Teleskopstoßdämpfern und Stabilisatoren versehen. Die starre, aus Stahlblech gepresste Hinterachse hing an zwei gezogenen Längslenkern mit Schraubenfedern und einem zentralen Dreieckslenker. Vorne hatte der Wagen Scheibenbremsen und hinten Trommelbremsen. Außer dem manuell geschalteten TL-Vierganggetriebe mit Mittelschalthebel war alternativ ein dreistufiges Automatikgetriebe erhältlich.
Außer der Coupé-Version gab es eine Version mit einem großen Faltdach, das sich elektrisch öffnen ließ. Das gleichzeitig erschienene Top-Modell Renault 17 TS hatte dank einer Einspritzanlage (D-Jetronic) eine Leistung von 79 kW (108 PS) und erreichte eine Höchstgeschwindigkeit von 180 km/h.
Im Herbst 1974 erhielten die Modelle TS und Automatic einen leicht vergrößerten Motor mit 1605 cm³ Hubraum. Mit der Einstellung des R12 Gordini wurde der R17 fortan mit dieser Bezeichnung angeboten.

### Modellpflege

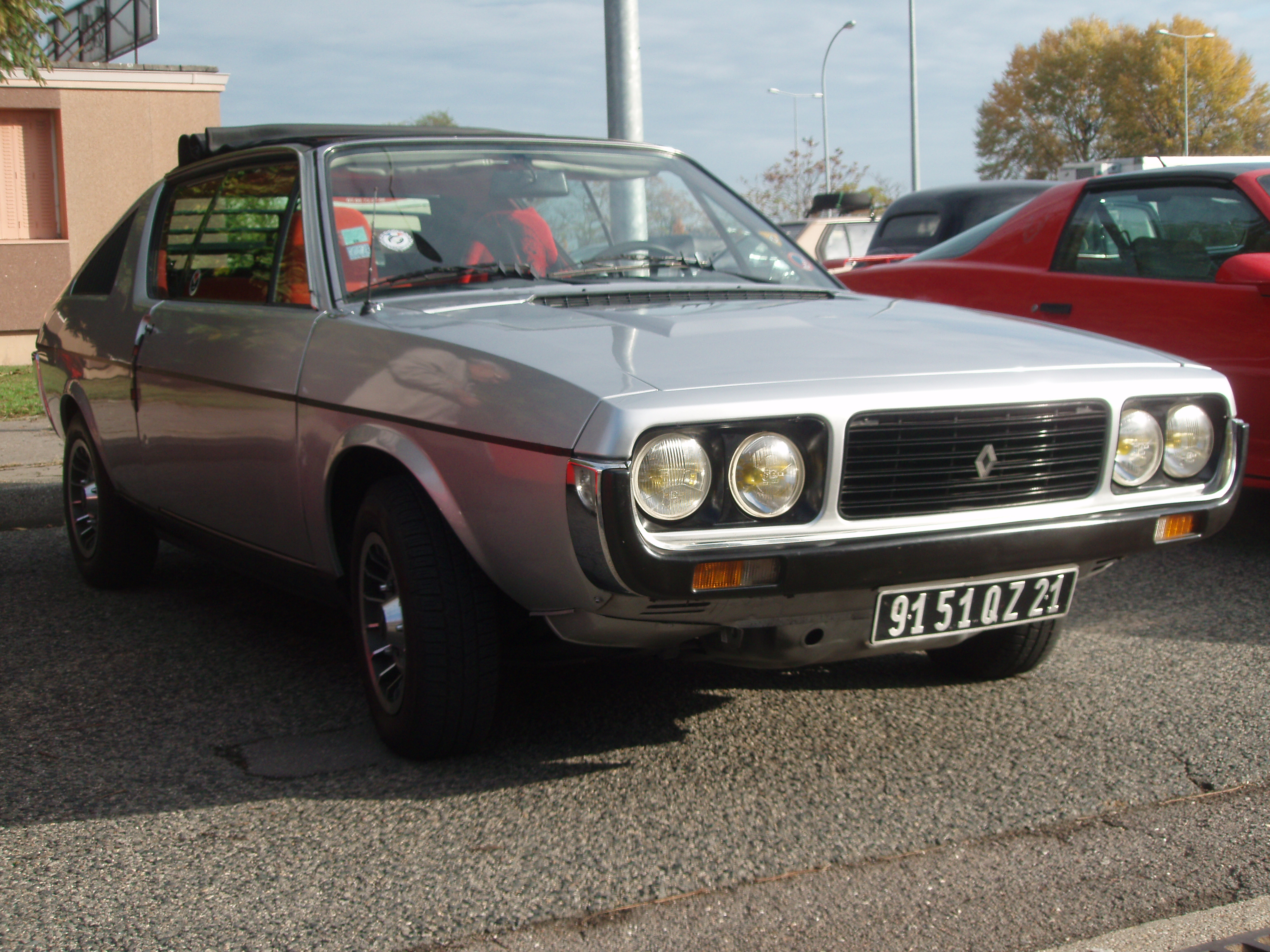
Renault 17 (1976–1979)

Im März 1976 wurden die Front- und die Heckpartie überarbeitet. Zu erkennen war dies an den breiteren Scheinwerfern. Gleichzeitig erhielt die TS-Version wiederum einen neuen Motor mit 1647 cm³ Hubraum, der dem des R16 TX gleicht, und – wieder einen Schritt zurück – nur noch mit Doppel-Vergasern bestückt 72 kW (98 PS) hatte. Mit diesen wurden ca. 175 km/h erreicht. Außer dem manuell geschalteten TS-Fünfganggetriebe mit Mittelschalthebel war alternativ ein dreistufiges Automatikgetriebe erhältlich.
Nach nur drei Jahren Bauzeit fiel der R17 Gordini im Sommer 1977 wieder aus dem Programm.
Im August 1979 wurde die Modellreihe eingestellt. Nachfolger wurde der im Frühjahr 1980 vorgestellte Renault Fuego.

### Stückzahlen
Im gesamten Produktionszeitraum wurden insgesamt 209.887 Renault 15 und 94.969 Renault 17 gefertigt. Wegen Korrosion und Abnutzung sind die meisten Exemplare inzwischen aus dem Straßenbild verschwunden.

## Im Ausland
In den Vereinigten Staaten wurde das Fahrzeug auch unter der Bezeichnung Renault Gordini Coupé Convertible verkauft, in Italien als Renault 177, da die 17 dort als Unglückszahl gilt.

## Technische Daten
|                           | Renault 17 TL (1971–1976)                                                  | Renault 17 TS (1971–1974)                | Renault 17 TS (1976–1979)                                                  | Renault 17 Gordini (1974–1977)           |
| ------------------------- | -------------------------------------------------------------------------- | ---------------------------------------- | -------------------------------------------------------------------------- | ---------------------------------------- |
| Motor                     | 4-Zylinder-Reihenmotor (Viertakt)                                          | 4-Zylinder-Reihenmotor (Viertakt)        | 4-Zylinder-Reihenmotor (Viertakt)                                          | 4-Zylinder-Reihenmotor (Viertakt)        |
| Hubraum                   | 1565 cm³                                                                   | 1565 cm³                                 | 1647 cm³                                                                   | 1605 cm³                                 |
| Bohrung × Hub             | 77 × 84 mm                                                                 | 77 × 84 mm                               | 79 × 84 mm                                                                 | 78 × 84 mm                               |
| Leistung in kW/PS         | 66 kW (90 PS)                                                              | 79 kW (108 PS)                           | 72 kW (98 PS)                                                              | 79 kW (108 PS)                           |
| Gemischaufbereitung       | Registervergaser Weber 32DIR                                               | Benzineinspritzung Bosch D-Jetronic      | Registervergaser Weber 32DARA                                              | Benzineinspritzung Bosch D-Jetronic      |
| Kühlung                   | Wasserkühlung                                                              | Wasserkühlung                            | Wasserkühlung                                                              | Wasserkühlung                            |
| Getriebe                  | 4-Gang-Getriebe, Mittelschaltung 3-Gang-Automatikgetriebe, Mittelschaltung | 5-Gang-Getriebe, Mittelschaltung         | 5-Gang-Getriebe, Mittelschaltung 3-Gang-Automatikgetriebe, Mittelschaltung | 5-Gang-Getriebe, Mittelschaltung         |
| Bremsen                   | Vorderachse: Scheibenbremsen Hinterachse: Trommelbremsen                   | Vorderachse/Hinterachse: Scheibenbremsen | Vorderachse: Scheibenbremsen Hinterachse: Trommelbremsen                   | Vorderachse/Hinterachse: Scheibenbremsen |
| Spurweite vorn/hinten     | 1341/1313 mm                                                               | 1341/1341 mm                             | 1341/1313 mm                                                               | 1341/1341 mm                             |
| Radstand                  | 2440 mm                                                                    | 2440 mm                                  | 2440 mm                                                                    | 2440 mm                                  |
| Abmessungen               | 4259 × 1645 × 1307 mm                                                      | 4259 × 1645 × 1307 mm                    | 4259 × 1645 × 1307 mm                                                      | 4259 × 1645 × 1307 mm                    |
| Leergewicht               | 1015 kg                                                                    | 1050 kg                                  | 1040 kg                                                                    | 1055 kg                                  |
| Höchstgeschwindigkeit     | 169 km/h                                                                   | 180 km/h                                 | 175 km/h                                                                   | 180 km/h                                 |
| Beschleunigung 0–100 km/h | keine Angabe                                                               | 9,8 s                                    |                                                                            | 9,8 s                                    |